# Ścieżka historii Wrocławia
Ścieżka historii Wrocławia – ścieżka utworzona z brązowych płyt wmurowanych w chodnik na placu Nankiera we Wrocławiu, utworzona przez profesor Hannę Jelonek. Ścieżkę oddano do użytku w październiku 2011.

## Lokalizacja i wygląd
Ścieżka znajduje się między Zaułkiem Ossolińskich i kościołem św. Wincentego. Tematykę płyt wybrali historycy Dolnego Śląska oraz wrocławianie. Płyty są odlane z brązu, o rozmiarach 30 cm X 70 cm. Tablice zaprojektowała pochodząca z Wrocławia Hanna Jelonek, profesor warszawskiej Akademii Sztuk Pięknych, która nawiązała do polskiej szkoły plakatu. W zamyśle twórców, projekt służy uatrakcyjnieniu terenu między rynkiem i Ostrowem Tumskim, aby wycieczki nie przebywały tego odcinka autokarami.

## Płyty pamiątkowe

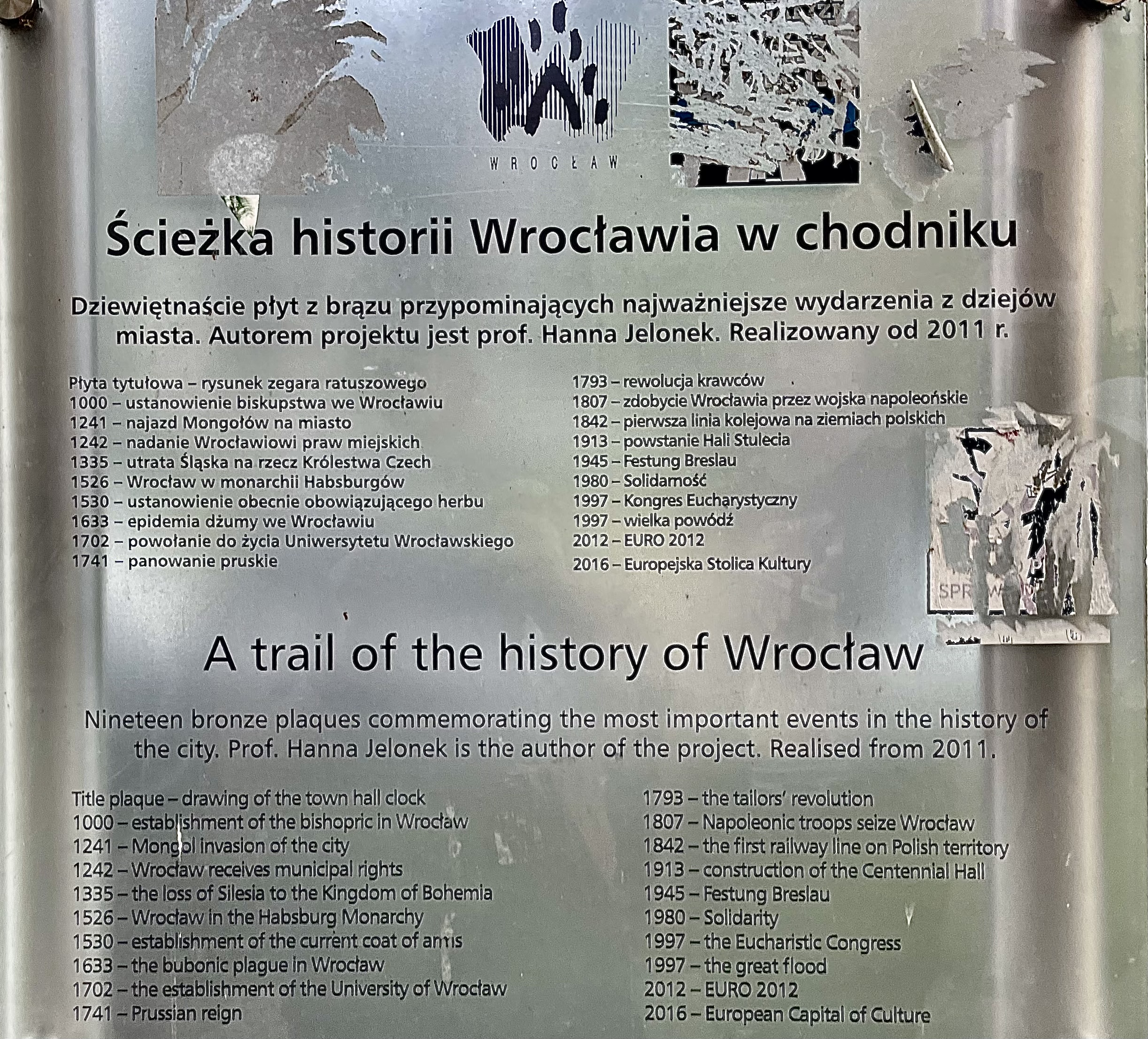
Tablica informacyjna

Zainstalowano płyty poświęcone następującym wydarzeniom:
- otwierająca ciąg wydarzeń karta tytułowa z wizerunkiem wrocławskiego ratusza
- ustanowienie biskupstwa we Wrocławiu (1000),
- najazd Mongołów i obron miasta przez błogosławionego Czesława (1241),
- lokacja miasta (1242),
- włączenie Wrocławia do korony czeskiej (1335),
- przejęcie miasta przez Habsburgów (1526),
- przyznanie miastu obecnego herbu (1530),
- epidemię dżumy i 30% mieszkańców Wrocławia (1633),
- założenie Uniwersytetu (1702),
- przejście Wrocławia pod władzę Prus (1741),
- rewolucja krawców (1793),
- zajęcie miasta przez wojska napoleońskie (1807),
- uruchomienie pierwszej linii kolejowej (1842),
- wybudowanie Hali Stulecia według projektu Maxa Berga (1913),
- kapitulacja Festung Breslau (1945),
- powstanie NSZZ Solidarność (1980),
- Kongres Eucharystyczny z udziałem papieża Jana Pawła II (1997),
- Powódź tysiąclecia we Wrocławiu (1997),
- organizacja Mistrzostwa Europy w Piłce Nożnej (2012),
- organizacja i wydarzenia Europejskiej Stolicy Kultury (2016),
- organizacja The World Games, Igrzysk Sportów Nieolimpijskich (2017),
- literacka Nagroda Nobla dla Olgi Tokarczuk (2018).